# Römische Währung

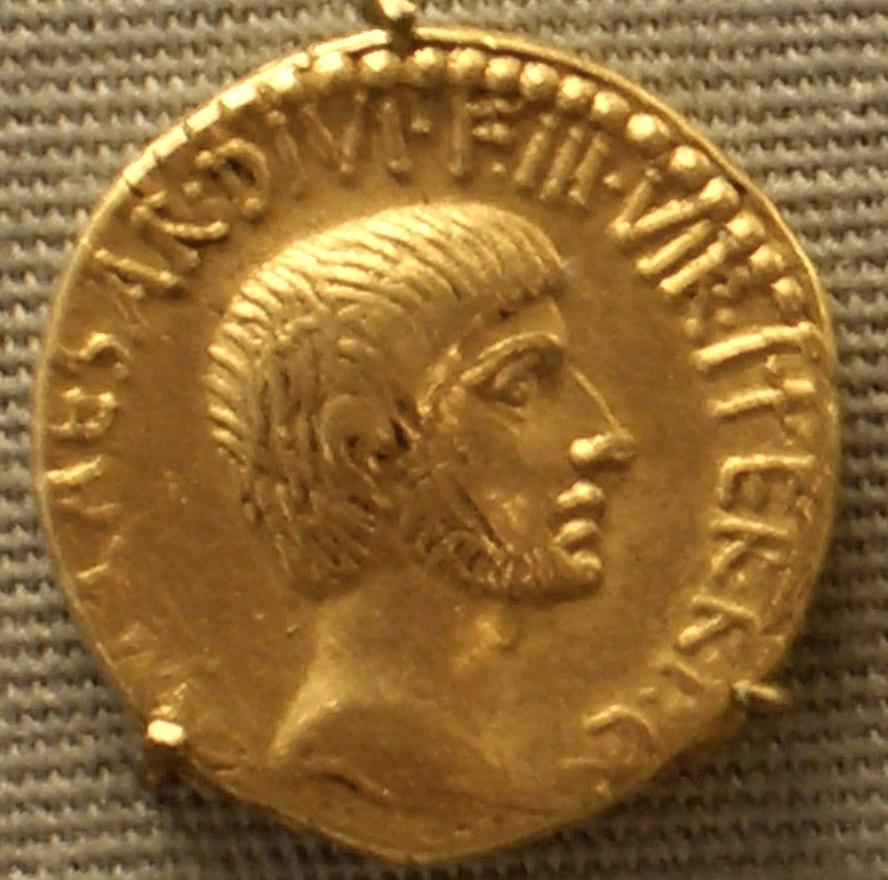
Aureus, 36 v. Chr.

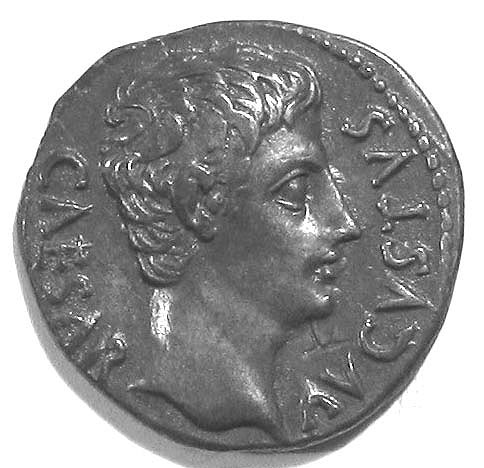
Denar, Augustus-Ära, Zeitenwende

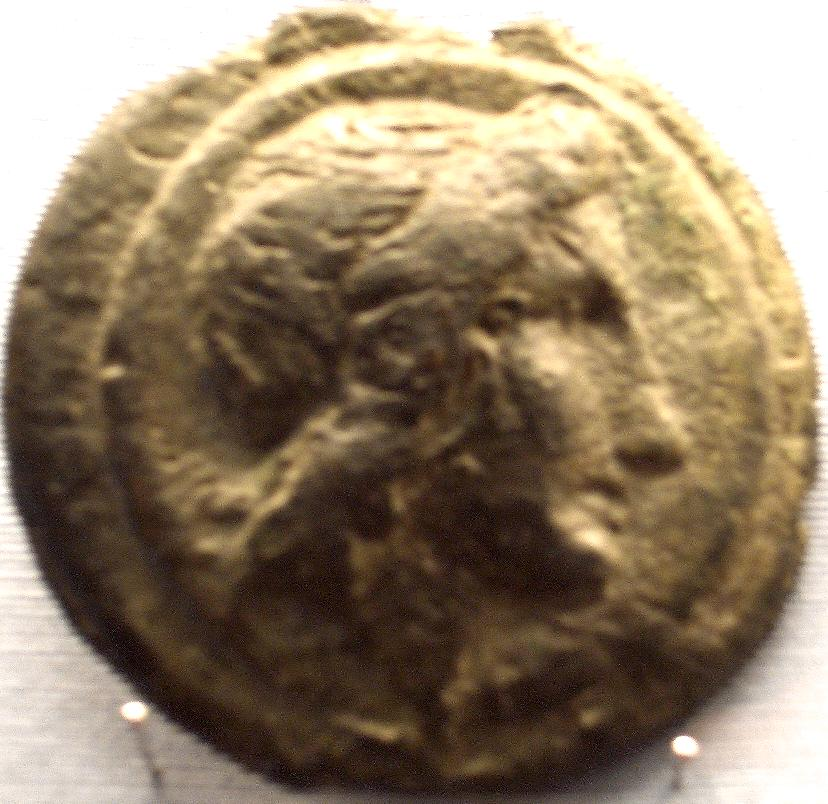
As, republikanisch, 270 v. Chr.

Unter römischer Währung versteht man die Gesamtheit der im antiken römischen Reich gebräuchlichen Zahlungsmittel. Nachdem die Römische Republik während ihres Aufstiegs zur Großmacht nur sehr unregelmäßig Bronze- und später auch Silberwährung ausgegeben hatte, wurde 212/211 v. Chr. ein neues und stark ausdifferenziertes Währungssystem eingeführt, das auf dem Denar basierte und daher als „Denarsystem“ bezeichnet wird. Es hatte über Jahrhunderte hinweg Bestand und hielt sich mit einigen Modifikationen bis in die spätere Kaiserzeit, als es in der sogenannten „Reichskrise des 3. Jahrhunderts“ vor allem durch eine starke Entwertung der ausgegebenen Münzen zusammenbrach. Im späten 3. und frühen 4. Jahrhundert wurde daraufhin ein neues System von Münznominalen eingeführt, das sich zwar nicht als so stabil erwies wie das Denarsystem, aber während der Spätantike in Geltung blieb und bis in das Mittelalter hinein Einfluss hatte.
Neben diesen vom römischen Staat ausgegebenen „Reichsprägungen“ prägten auch kleinere Gebietskörperschaften eigene Münzen, hauptsächlich die Städte (Poleis) und einige Provinzen in der östlichen Reichshälfte. Diese Münzen werden in der Forschung als „Provinzialprägungen“ zusammengefasst.

## Republik

### Vor der Einführung einer einheitlichen Währung
Vor dem Beginn einer einheitlichen Währung basierte die Wirtschaft auf hauptsächlich zwei Wertformen: Vieh (lat. pecus), von denen sich der römische Name für „Geld“ (lat. pecunia) ableitet, und unregelmäßig geformten Bronzestücken, die Aes rude genannt werden. Der Wert dieser primitiven Geldstücke wurde durch Wiegen bestimmt, da zu dieser Zeit noch keine einheitlichen Münznominale existierten. Es ist bis heute unklar, ab welchem Zeitpunkt Geld geläufig war, allerdings ist es schriftlich belegt, dass seit der Belagerung von Veji im Jahre 406 v. Chr. die Soldaten der römischen Armee mit Aera rudia bezahlt wurden. Das legt nahe, dass Aes rude bereits vorher häufig verwendet wurden.
Das erste Geld der römischen Republik stammt aus dem 4. Jahrhundert vor Christus. Es waren gegossene rechteckige Bronzebarren, die Aes signatum genannt werden und hauptsächlich in Rom geprägt wurden. Sie sind stark verplombt und zeichnen sich durch die Inschrift ROMANOM (von den Römern) aus. Die Barren wogen unterschiedlich viel, obwohl ihr Gewicht eigentlich auf fünf römische Pfund festgelegt war. Anfangs war nur eine Seite des Barrens gestaltet, später dann beide. Die eigentliche Funktion dieser Barren wird auf unterschiedliche Arten interpretiert; die Barren waren zwar ein Zahlungsmittel, allerdings waren sie keine Münzen, da sie den Gewichtsanforderungen von fünf römischen Pfund nicht entsprachen.
Die Barren verloren nach der Einführung einer einheitlichen Währung immer mehr an Bedeutung, um 250 v. Chr. wurde die Produktion eingestellt.

### Die ersten Münzen

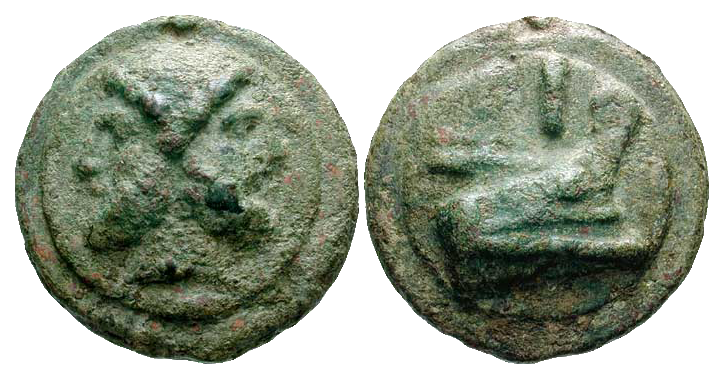
As, um 220 v. Chr.

Gemäß Pomponius, einem Konsulenten, der während des zweiten Jahrhunderts v. Chr. lebte, wurden die ersten Münzmeister im Jahr 289 v. Chr. eingestellt. Sie signierten die Münzen mit „III. VIR. AAAFF“, was die Abkürzung für tres viri aere argento auro flando feriundo ist und so viel bedeutet wie „Dreimännerkollegium für das Einschmelzen und Schlagen von Bronze, Silber und Gold.“ Laut Suda befand sich die Münzstätte Roms im Tempel der Iuno Moneta auf dem Kapitol. Zu dieser Zeit waren die Römer bereits vertraut mit dem Prägen von Münzen, da die griechischen Kolonien Metapont, Crotone und Sybaris in Italien seit etwa 500 v. Chr. Münzen prägten, Neapel seit etwa 450 v. Chr. Rom hatte im 4. Jahrhundert v. Chr. bereits einen großen Teil Mittelitaliens erobert. In den Münzstätten wurden große Mengen an Bronzemünzen geprägt, aber verhältnismäßig wenige Silbermünzen.
Ein System für Bronzemünzen wurde eingeführt, das heute unter dem Namen Aes grave bekannt ist. Sie waren aufgrund ihrer Größenunterschiede und dadurch, dass die Münzen seltener geprägt als gegossen wurden, eindeutig römisch, da sie sich von anderen Münzen, die im Mittelmeerraum zu dieser Zeit geschlagen wurden, durch ihren groben, teilweise sogar barbarischen Stil unterschieden. Das Geld war anfangs Fiatgeld und basierte auf dem handelsüblichen System. Das bedeutet, dass das As ein römisches Pfund wog. Das römische Pfund wurde dabei in Unciae unterteilt. Ein römisches Pfund setzte sich aus zwölf Unciae zusammen. Die Uncia bezeichnete also ein Zwölftel eines römischen Pfundes und war gleichzeitig ein Münznominal. Das änderte sich allerdings, nachdem das Gewicht der Aes grave um etwa 270 v. Chr. auf 10 Unciae, um 215 v. Chr., während des Zweiten Punischen Krieges auf 5 Unciae und um 211 v. Chr. auf 1–1,5 Unciae gefallen war.
Zu Anfang der römischen Münzprägung waren die Aes grave nicht signiert, erst um das Jahr 210 v. Chr. traten erste Kürzel der Münzmeister auf den Nominalen auf. Als Motiv tragen alle frühen römischen Münzen auf der Rückseite einen Schiffsrumpf (Prora), was an die Eroberung der Flotte von Antium erinnern sollte, und auf der Vorderseite verschiedene Götterbilder. Bis etwa 110 v. Chr. wurden unterschiedliche Münzreihen ausgegeben. Alle Münzen einer Reihe trugen ein bestimmtes Merkmal, wie beispielsweise eine Kornähre oder die Signatur eines Münzmeisters. Häufig beinhaltete eine Reihe den Denar als größtes Münznominal, dann kam das As, der Semis, der Triens, der Quadrans, der Sextans, die Uncia und gelegentlich auch die Semuncia. Zu Ende der Republik hin wurden diese Reihen allerdings kaum noch ausgeprägt, die Prägung der kleineren Nominale wie Sextans und Uncia wurde eingestellt.
Hier folgt eine Auflistung der römischen Münztypen, beginnend mit dem größten Wert:
| Münze      | Wertzeichen | Frühestes Exemplar | Datum (v. Chr.) | Wert (in Assen) | Wert (in Unciae) |
| ---------- | ----------- | ------------------ | --------------- | --------------- | ---------------- |
| Decussis   | X           | Cr. 41/1           | 215–212         | 10              | 120              |
| Quincussis | V           | Cr. 41/2           | 215–212         | 5               | 60               |
| Tressis    | III         | Cr. 41/3           | 215–212         | 3               | 36               |
| Dupondius  | II          | Cr. 41/4           | 215–212         | 2               | 24               |
| As         | I           | Cr. 14/1           | 280–276         | 1               | 12               |
| Dextans    | S****       | Cr. 97/23          | 211–208         | 5/6             | 10               |
| Dodrans    | S***        | Cr. 266/2          | 126             | 3/4             | 9                |
| Bes        | S**         | Cr. 266/3          | 126             | 2/3             | 8                |
| Semis      | S           | Cr. 14/2           | 280–276         | 1/2             | 6                |
| Quincunx   | *****       | Cr. 97/11          | 211–208         | 5/12            | 5                |
| Triens     | ****        | Cr. 14/3           | 280–276         | 1/3             | 4                |
| Quadrans   | ***         | Cr. 14/4           | 280–276         | 1/4             | 3                |
| Sextans    | **          | Cr. 14/5           | 280–276         | 1/6             | 2                |
| Uncia      | *           | Cr. 14/6           | 280–276         | 1/12            | 1                |
| Semuncia   | Σ           | Cr. 14/7           | 280–276         | 1/24            | 1/2              |
| Quartuncia |             | Cr. 38/8           | 217–215         | 1/48            | 1/4              |

### Münzprägungen im griechischen Stil
Bronzemünzen im griechischen Stil wurde bereits um das Jahr 300 v. Chr. mit der Inschrift PΩMAIΩN in geringer Anzahl ausgeprägt. Nur noch wenige dieser Stücke existieren heutzutage. Es wird vermutet, dass sie im Auftrag von Rom in Neapel geprägt wurden; sie basieren auf demselben Stil wie die neaplische Währung. Die Münzen förderten den Handel zum Baubeginn der Via Appia im Jahre 312 v. Chr.

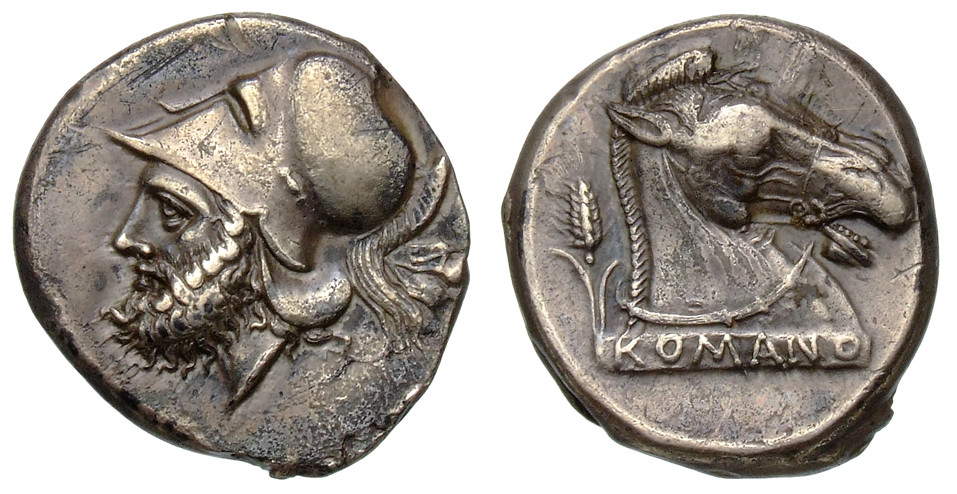
Erste römische Silbermünze, 281 v. Chr.

281 v. Chr. begann Rom einen Krieg gegen Tarent; die Tarentiner nahmen die Unterstützung von Pyrrhos I. in Anspruch. In diesem Zusammenhang ließ Rom die erste Silbermünze prägen, die dem Wert einer römischen Didrachme entsprach. Auf dem Avers dieser Münze ist ein nach links blickender, bärtiger Marskopf zu sehen, der einen korinthischen Helm trägt. Auf dem Revers ist ein nach rechts blickender Kopf eines Pferdes mit der Inschrift ROMANO abgebildet, dahinter eine Kornähre.
Diese Münze wurde in Magna Graecia und Kampanien geprägt, wo sie auch größtenteils verwendet wurde. Diese Prägung war offensichtlich Teil eines Vorwärtstrends; die Bezahlung der römischen Truppen und ihrer Verbündeten im Pyrrhischen Krieg scheint ausschlaggebend für die Verteilung griechischer Münzen in den Regionen südlich des Apennin in Italien gewesen zu sein. Heutzutage wird vermutet, dass diese Münze in Neapel geprägt wurde, da sie dem damals dort vorherrschendem Standard von 7,3 g entsprach. In Metapont, Tarent und anderen südlichen Städten in Italien entsprach der Standard 7,9 g, sank allerdings während des Pyrrhischen Krieges auf 6,6 g. Früher nahm man an, das Metapont der Prägeort dieses Typs war, da die Kornähre auf Münzen aus Metapont sehr häufig auftritt. Ein weiteres Zeichen war der Marskopf, der dem Kopf des Leukippus ähnelt, der auf einem Münztyp abgebildet ist, der zu einem früheren Zeitpunkt in Metapont geprägt worden war.

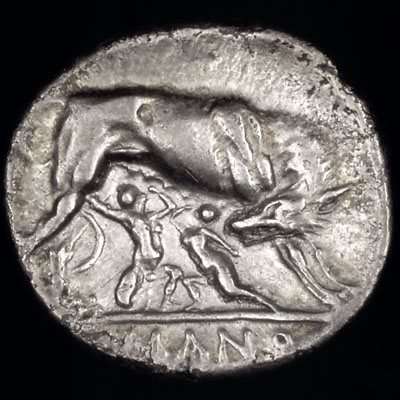
Erste römische Didrachme

Während der nächsten Jahre wurden weitere Silbermünzen herausgegeben. Nicht nur die Motive auf den Münzen waren aus der griechischen Münzprägung entnommen, sondern auch die Nominale. Die ersten Silbermünzen hießen Drachme oder Didrachme. Die erste römische Silbermünze, von der angenommen wird, dass sie in Rom geprägt wurde, wurde um 269 v. Chr. geschlagen. Man datiert diese Münze auf dieses Jahr, da die Embleme auf der Prägung denen der Konsuln dieses Jahres entsprechen: Quintus Ogulnius Gallus und sein Bruder Cnaeus Ogulnius Pictor. Diese betrieben als Ädilen Geldverleih; ein Teil der Erträge wurden für die Errichtung einer Statue der an der Wölfin saugenden Zwillinge Romulus und Remus nahe dem Ficus Ruminalis verwendet. Auf dem Avers der Münze ist der nach rechts blickende Kopf des Herkules zu sehen, auf dem Revers die Zwillinge Romulus und Remus, die von der Wölfin gesäugt werden. Herkules, der mit Löwenfell und Keule abgebildet ist, war der göttliche Schutzpatron der Fabier. Einige Historiker vermuten, dass der Wert dieser Didrachme zehn Asse betrug, ebenso wie der Denar, der gut fünfzig Jahre später eingeführt werden sollte. Diese Vermutung basiert auf der Annahme des Plinius im 1. Jahrhundert n. Chr., der behauptet, dass der Denar bereits im Jahr 269 v. Chr. eingeführt wurde. Die meisten Historiker vermuten allerdings, dass es sich bei dieser Münze um eine Didrachme und nicht um einen Denar handelt.
Römische Münzen wurden bis zur Einführung des Quadrigatus nur in geringen Mengen geprägt. Der Quadrigatus wurde seit etwa 235 v. Chr. in recht hoher Auflage hergestellt. Der Name dieses Münznominals leitet sich durch den Revers ab, auf dem die Göttin Victoria in einer Quadriga fahrend zu sehen ist. Dieses Münznominal wurde zwei Jahrzehnte über geprägt, der Silbergehalt der Münze wurde während des Zweiten Punischen Krieges um 30 Prozent herabgesetzt.

### Das Denarsystem

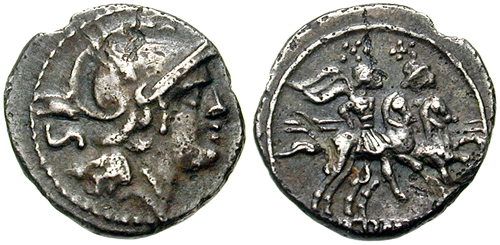
Sesterz, 211 v. Chr.

Der Denar, der über vier Jahrhunderte lang die Leitwährung des Römischen Reiches werden würde, wurde im Jahr 211 v. Chr. eingeführt. Dieses Nominal wurde zu Anfang in großen Mengen ausgeprägt; das dafür benötigte Silber stammte aus der Plünderung von Syrakus im Jahr 212 v. Chr. Der Denar besaß den Wert von zehn Assen und war durch die Wertzahl X gekennzeichnet. Sein Gewicht betrug etwa 4,5 g, das entspricht einem Zweiundsiebzigstel des römischen Pfundes. Zudem wurden noch zwei weitere Münznominale eingeführt: der Quinarius nummus, der der Hälfte eines Denars entsprach und mit der Wertzahl V gekennzeichnet war, und der Sesterz, der einem Viertel-Denar entsprach und durch das Wertzeichen IIS gekennzeichnet wurde. Auf all diesen Nominalen ist auf dem Avers der behelmte Kopf der Göttin Roma zu sehen, auf dem Revers sind reitende Dioskuren abgebildet (eine Anspielung auf deren vermeintliche Teilnahme an der Schlacht am Regillus lacus). Die Gestaltung der Denare ist vielfältig, da die einzelnen Münzmeister die Münzen frei gestalten konnten. Meist finden sich auf diesen „Familienmünzen“ Motive aus der Mythologie und der römischen Geschichte sowie Vorfahren der Münzmeister. Gaius Iulius Caesar war der erste Lebende, der auf einer römischen Münze abgebildet wurde, allerdings erst im Februar seines Todesjahrs 44 v. Chr., als der Senat ihm ein entsprechendes Recht verlieh. Caesar ließ in der kurzen Zeit bis zu seiner Ermordung eine große Menge „seiner“ Münzen prägen. In der Folgezeit häuften sich die Abbildungen lebender römischer Politiker, erstmals fanden sich auch deren Gattinen auf Münzen wieder, die Konsularmünzen (auch Familienmünzen) genannt werden.
Die Prägung von Bronzeassen wurde fortgeführt, das Standardgewicht dieses Münznominals betrug 55 g; allerdings wurde dieses Gewicht recht schnell auf ein Zwölftes eines römischen Pfundes, etwa 32 g, reduziert. Zu dieser Zeit übertraf die Anzahl der geprägten Asse die der anderen Nominale, was möglicherweise auf die Soldzahlungen von Soldaten zurückzuführen ist, wo das Ass der wichtigste Bestandteil war.

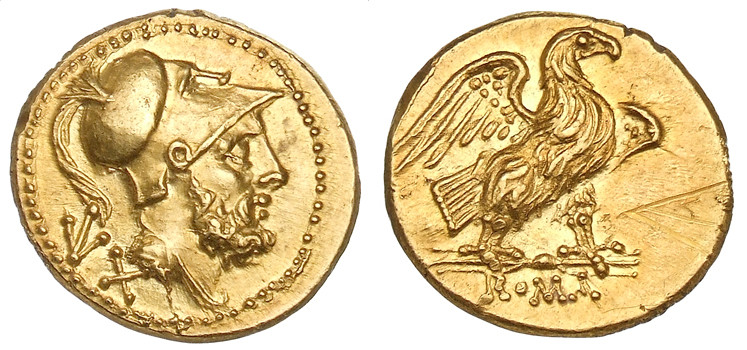
Frühe römische Goldmünze von 211 v. Chr. mit einem Pfeil und einem X als Wertmarkierung für 60 Asse, auf der Vorderseite der Kopf des Gottes Mars, auf der Rückseite ein Adler mit Blitzbündeln und Beischrift „ROMA“

Die ersten römischen Goldmünzen wurden um 216 v. Chr. geprägt. Die Nominale dieser Münzen lauteten Stater und Halbstater und beide wurden in Rom geprägt. Auf diesen Prägungen sind auf dem Avers die Köpfe der Dioskuren mit Lorbeerkranz zu sehen, auf dem Revers drei Menschen zu erkennen: ein Römer, ein Italiker und ein Knieneder, der ein Schwein hält, das von den Schwertern der beiden Stehenden berührt wird, darunter steht ROMA. In dieser Zeit rückte der karthagische Feldherr Hannibal während des Zweiten Punischen Krieges immer weiter vor, und Rom schloss mit italischen Städten Bündnisse gegen Hannibal. Die Darstellung wird als römischer Schwur interpretiert, der mit dem Ausheben neuer Truppen in der Zeit der Schlacht von Cannae in Verbindung steht. Dieses Nominal wurde aber bereits um das Jahr 213 v. Chr. durch die sogenannten „Gold-Asse“ ersetzt. Die Gold-Asse existieren in drei unterschiedlichen Wertstufen: 20 mit dem Wertzeichen XX, 40 mit dem Wertzeichen XXXX und 60 mit dem Wertzeichen ↓X. All diese Münzen zeigen auf dem Avers einen bärtigen Marskopf mit Helm, auf dem Revers ein mit ausgebreiteten Schwingen stehenden Adler auf einem Blitzstrahl; der Adler bezieht sich möglicherweise auf den Adler der ptolemäischen Münzprägungen seit dem Beginn des 3. Jahrhunderts v. Chr. Zudem wird vermutet, dass Ptolemaios IV. Gold für diese Münzen zur Verfügung stellte; dadurch wollte er wohl das Gegengewicht zu der Beteiligung Philipp V. herstellen, der auf der Seite der Karthager stand.
Der Victoriatus, eine weitere Silbermünze, wurde zeitgleich in hoher Auflage eingeführt. Dieses Nominal scheint abgesondert vom Denarsystem nach einem anderen Standard produziert worden zu sein. Sein Gewicht entspricht etwa dem einer einfachen Drachme. Während eine Analyse von 52 frühen Denaren, Quinaren und Sesterzen einen Silbergehalt von 96,2 ± 1,09 Prozent besaßen, lag dieser Wert bei 19 untersuchten Victoriaten zwischen 72 und 93 Prozent. Frühe Victoriate wurden hauptsächlich in Sizilien und in Süditalien gefunden. Es wird vermutet, dass dieses Nominal, das 3,41 g wiegt und somit dem Wert von einem 3/4 Denar entspricht, nicht für das römische Münzsystem, sondern für andere Gebiete bestimmt war. Aus diesem Grund trug es kein Wertzeichen, der Wert wurde durch den Materialwert bestimmt.

### Entwicklung des Denarsystems

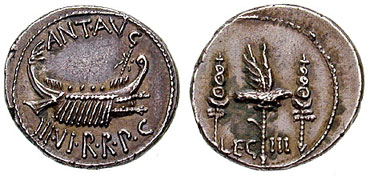
Denar unter Marcus Antonius, 32 v. Chr.

Während der 40 Jahre nach Einführung des Denarsystems verlor der Denar immer mehr an Gewicht. Von 4,5 g im Jahr 211 v. Chr. sank es auf 4,2 g im Jahr 206 v. Chr. und 3,9 g in den 190er Jahren; in den 170er Jahren erreichte der Denar ein Gewicht von 3,7 g. Der Grund dafür ist unklar und hing zu Beginn wohl mit dem Zweiten Punischen Krieg zusammen. Infolge dieses Krieges war der römische Staat bei seinen Bürgern auf etwa eine Million Denare verschuldet. Diese wurden 25 Jahre lang nicht gänzlich zurückgezahlt, bis sie unter Cn Manlius Vulso durch die Beute des Friedens von Apameia im Jahre 188 v. Chr. bezahlt wurden. Auf ein römisches Pfund kamen ursprünglich 72 Denare; in jener Zeit veränderte sich der Wert auf 84 Denare. Während der folgenden Jahrzehnte blieb das Gewicht des Denars relativ stabil. Der Silbergehalt des Denars während der Zeit der römischen Republik betrug über 90 %, gewöhnlicherweise sogar 95 %, davon ausgenommen die späteren Prägung von Marcus Antonius, besonders die massiven „legionären“ Prägungen in den Jahren 32/31 v. Chr. kurz vor der Schlacht bei Actium. Gerüchten zufolge wurde das dafür benötigte Silber von Kleopatra VII. zur Verfügung gestellt.
Um etwa 140 v. Chr. – das exakte Datum ist unbekannt – wurde das Verhältnis zwischen Silber- und Bronzemünzen neu bestimmt. Der Wert des Denars wurde auf 16 Asse festgelegt, was die Inschrift XVI auf dem Avers der Denare bezeugt. Diese Inschrift erscheint zum ersten Mal auf einem Denar mit dem Münzmeisterzeichen L.IULI (Crawford 224/1), der auf das Jahr 141 v. Chr. datiert wird. Die Markierung XVI wurde allerdings bald wieder durch X ersetzt, also das römische Zahlzeichen für 10. Oftmals wurde jedoch ein vertikaler Strich durch die Mitte des X gezogen; dieses „X mit Strich“ wird häufig als Monogramm von XVI interpretiert, bei dem sich alle Zahlzeichen überlagern. Es wird vermutet, dass die Wertänderung eines Denars die Kennung eines Verhältnisses ist, das sich aufgrund der Abnahme der Gewichte – infolge der Beanspruchung „alter“ Asse und der Gewichtsabnahme „neuerer“ Asse – entwickelt hat. Dadurch betrug der Wert eines Quinars acht Asse und der eines Sesterzes vier Asse. Das neue Verhältnis zwischen Denaren und Assen dauerte für die kommenden Jahrhunderte an.
Der Victoriatus kursierte auch im 2. Jahrhundert v. Chr. weiter. Victoriati waren später in Regionen wie Gallia cisalpina gängig, wo sie neben Drachmen aus Marseille umliefen.
Die Münzen zu 60, 40 und 20 Gold-Assen wurden nur wenige Jahre über geprägt. Früher wurden Goldmünzen nur als Aushilfsmünzen verwendet. 83 v. Chr. wurden die Gold-Asse durch den Aureus ersetzt. Dieses Münznominal gewann gegen Ende der Römischen Republik immer mehr an Bedeutung und war bald unverzichtbar im römischen Münzwesen. Wie auf den Denaren waren auf dem Avers der Aurei Götter abgebildet, auf dem Revers unterschiedliche Motive, die sich etwa auf wichtige Siege der römischen Armeen oder den Münzmeister bezogen.

## Kaiserzeit

### Reichsprägungen

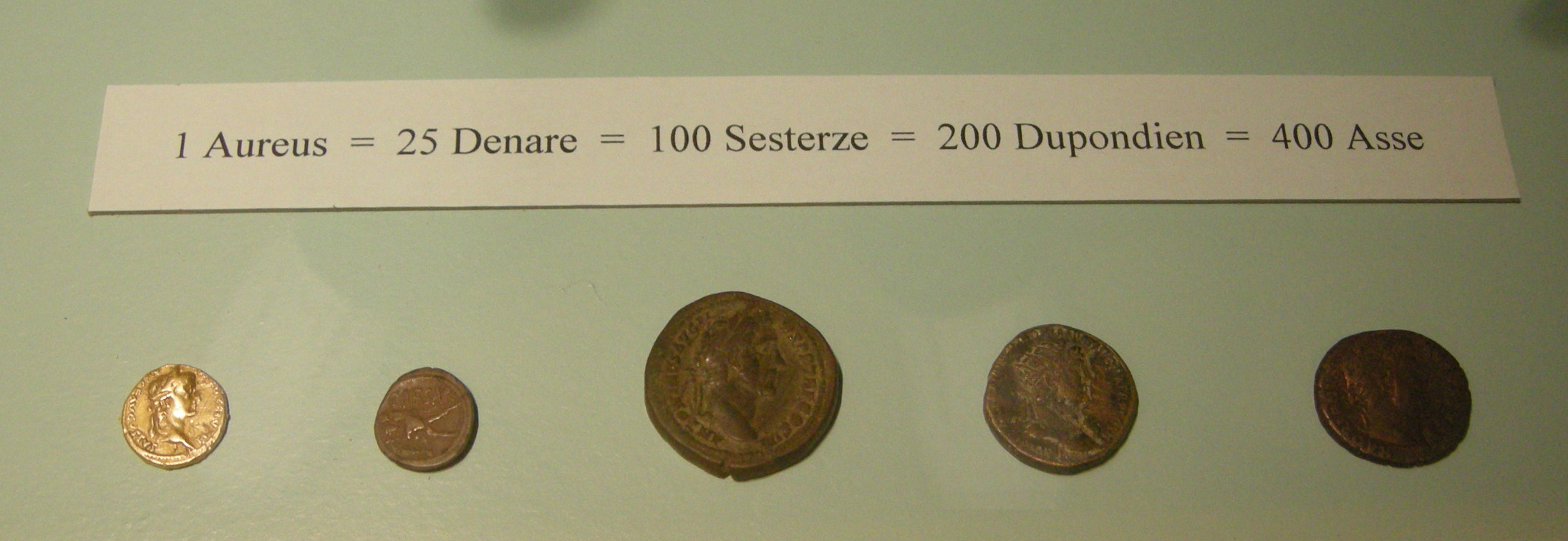
Römische Währung der Kaiserzeit

Unter Caesar selbst und unter Augustus wurde folgende umfassende Währungsreform durchgeführt:
- 1 Aureus (Gold) = 25 Denare [Silber]
- 1 Denar = 4 Sesterze [Messing]
- 1 Sesterz = 2 Dupondien [Bronze, später Messing]
- 1 Dupondius = 2 Asse [Kupfer]
- 1 As = 2 Semis [Kupfer/Bronze]
- 1 Semis = 2 Quadranten [Kupfer]

Es galt also:
1 Aureus = 25 Denare = 100 Sesterze = 200 Dupondien = 400 Asse = 800 Semis = 1600 Quadranten
Bis ins 3. Jahrhundert gab es in erheblichem Umfang auch noch lokale Münzprägungen, die aber nie Gold und nur selten Silber verwendeten, und Ägypten behielt lange ebenfalls ein eigenes Währungssystem (außer für Gold). Das Schema der Reichswährung hatte rund zwei Jahrhunderte lang Bestand und diente als Grundlage für sämtliche weitere Münzreformen, die mit der bereits um 220 einsetzenden und seit etwa 270 galoppierenden Inflation nötig wurden. Die meisten Münzen der frühen und hohen Kaiserzeit trugen die Abbildung des Kaisers mit dem fast immer gleichen (aber jeweils verschieden abgekürzten) Schriftzug auf der Vorderseite:
Imperator Caesar (Name)  Augustus  Pontifex maximus – tribunicia potestate (Jahreszahl)  Consul (Jahreszahl)  Pater patriae
Vor allem am Anfang dieser Epoche gab es noch Abweichungen bei der Gestaltung. Die Jahreszahlen, die die wiederholte Verleihung der jeweiligen Amtswürde bezeichnen, sind das wichtigste Hilfsmittel zum Datieren der Münze und damit auch häufig eines archäologischen Fundes; allerdings sind nicht alle Münzen eindeutig datierbar (insbesondere bei fehlender Angabe der tribunicia potestas). Unter Kaiser Claudius erschienen erstmals Familienangehörige des Kaisers auf den Münzen. Auf den Rückseiten fanden sich vielfältige Darstellungen: Götter, personifizierte Länder, Flüsse oder Städte, ebenso Bilder, die auf kriegerische oder politische Erfolge sowie Bauprojekte des jeweiligen Kaisers hinwiesen. Unter Caracalla wurde eine besonders große Silbermünze eingeführt, der Antoninian. Unter Decius kam kurzzeitig auch eine große Bronzemünze im Wert von zwei Sesterzen in Umlauf, die heute einfach als „Doppelsesterz“ gedeutet wird. Wie beim Antoninian ist ein zeitgenössischer Name nicht überliefert.

### Übergangszeit des 3. und frühen 4. Jahrhunderts
Insgesamt verfiel das römische Münzwesen seit dem 3. Jahrhundert zusehends. Die erste Münzverschlechterung führte bereits Nero durch, danach blieb das System etwa 130 Jahre weitgehend stabil. Doch ab den Severern und vor allem unter den Soldatenkaisern beschleunigte sich der Prozess. Beispielsweise enthielten die Silbermünzen in der Mitte des 3. Jahrhunderts teilweise nur noch ein Zwanzigstel Silber. Angeblich nach einem blutig niedergeschlagenen Aufstand der Münzer unternahm Kaiser Aurelian mit seinem führenden Finanzpolitiker Gaius Valarius Sabinus um 270 einen ersten Reformversuch, der die Einführung eines speziellen Antoninian (vielleicht als Aurelianus bezeichnet) sowie einer weiteren namenlosen Münze beinhaltet. Die Bemühungen scheiterten aber und werden von manchen Forschern sogar für den Auslöser der verstärkten Inflation der Folgezeit gehalten.
Dann begannen unter Diokletian verstärkte Bemühungen um eine Münzreform. So wurde der Aureus neu bewertet und neue reine Silbermünzen (Argenteus) geprägt. Die bisherigen Bronzemünzen, etwa der Sesterz, wurden endgültig aufgegeben und eine neue Bronzemünze mit Silberanteil geprägt, die als Nummus oder Follis bezeichnet wird. Sie knüpfte an den Antoninianus an, der ja durch die Entwertungen des 3. Jahrhunderts praktisch zu einer Bronzemünze geworden war. In den Jahren nach Diokletian führte Kaiser Konstantin der Große am Anfang des 4. Jahrhunderts eine Reihe neuer Münzen ein: eine große Goldmünze (Solidus) und ihre Teilstücke (vor allem den Tremissis), zwei kleine Silbermünzen (Siliqua und Miliarense) und eine Kupfermünze (Centenionalis). Vor allem der Solidus erwies sich als sehr erfolgreich; die Münze blieb jahrhundertelang im Wesentlichen stabil und bildete in der Spätantike die Basis des römischen Währungssystems.
In der frühen und hohen Kaiserzeit waren lediglich Rom selbst und Lugdunum dauerhafte Münzstätten gewesen. Kleinere kaiserliche Münzstätten in den Provinzen existierten zunächst nur für kurze Dauer (hinzu kamen, wie erwähnt, die Kupfer- und Bronzeprägungen einzelner Städte, insbesondere im Osten). Erst im 3. Jahrhundert wurde das Prägewesen weiter dezentralisiert, weil Münztransporte in die Provinzen wegen der Reichskrise und wegen der Barbareneinfälle immer gefährlicher geworden waren.

### Provinzialprägungen
Mit der römischen Expansion wurden auch die vielen regional unterschiedlichen Münzformen durch das römische System verdrängt und ersetzt. Dies geschah jedoch nach und nach in einem mehrere Jahrhunderte andauernden Prozess, der auch von Provinz zu Provinz unterschiedliche Ausprägungen annahm. Zudem wurden während der Römischen Kaiserzeit vor allem in den östlichen Provinzen weiterhin eigene Münzen geprägt. Insbesondere die Alexandrinischen Münzen unterschieden sich von den reichsrömischen Münzen deutlich. Dabei handelte es sich zumindest bei den Alexandrinischen Münzen um eine reine Binnenwährung, das heißt die „Alexandriner“ waren nur in der Provinz Ägypten in Gebrauch und reichsrömische Münzen kamen im dortigen Zahlungsverkehr nicht vor. Das zentrale Nominal der alexandrinischen Münzen war die Billon-Tetradrachme, die im Lauf der Zeit aber immer mehr zu einer Bronzemünze mit immer geringerem Silberanteil absank. Auch die Cistophori in Kleinasien und die Tetradrachmen von Antiochia dienten in ihren jeweiligen Provinzen noch lange als Zahlungsmittel. Davon abgesehen setzte sich aber bei den Gold- und Silbermünzen die römische Reichswährung flächendeckend durch. Anders sah dies bei den Bronzemünzen für den alltäglichen Gebrauch aus. Solche Nominale prägten sehr viele Städte, vor allem in der östlichen Reichshälfte, weiterhin. Häufig basierten diese Münzen auf der Werteinheit des Assarion, das auch als Vielfaches bis zum zehnfachen Wert ausgeprägt wurde. Erst mit den Reformen des Kaisers Diokletians wurde die Prägung eigener Münzen für die Provinzen und die dortigen Städte beendet.

## Spätantike

### Spätrömisches Reich
Die spätantiken Münzen wurden dezentral in bis zu 16 über das römische Reich verteilten Prägestätten hergestellt. Hinzu kam die moneta comitatensis, eine mobile Prägestätte, die mit dem Kaiser zusammen durch das Reich reiste. Während die Goldmünzen relativ stabil blieben und die Gewichtsreduktionen der Silbermünzen wenig praktische Folgen hatten, da diese mittlerweile häufig gewogen und nicht gezählt wurden, stellte die fortdauernde Verschlechterung der Bronzemünzen im Laufe des 4. Jahrhunderts ein Problem dar. 346 versuchten die Kaiser Constantius II. und Constans eine Reform, bei der der Follis durch die Maiorina ersetzt wurde. Auch dadurch ließ sich die Münzverschlechterung jedoch nicht stoppen.
In der Spätantike ließ der Detailreichtum der Prägebilder immer mehr nach – was im 4. Jahrhundert noch mit geändertem Stilbewusstsein erklärt werden kann, ist ab dem 5. Jahrhundert eindeutig auf mangelnde Kunstfertigkeit der Stempelschneider zurückzuführen. Während des 5. und 6. Jahrhunderts ging die spätrömische Münzprägung dann langsam in die frühmittelalterliche (im Westen) bzw. byzantinische (im Osten) über, wobei viele Traditionslinien erhalten blieben.

### Ostrom
Die oströmischen Münzen lösten sich im Verlauf des späteren 5. Jahrhunderts zusehends von den reichsrömischen Vorbildern. Kaiser Anastasios I. reformierte schließlich die Silber-, Kupfer- und Bronzewährung und führte 498 mit dem Follis neue Kupfermünzen ein, was Numismatiker traditionell als den Beginn der byzantinischen Münzgeschichte betrachten, obwohl zahlreiche römische Münzbilder und Nominale (vor allem der Solidus und die kleineren Goldmünzen) auch im 6. Jahrhundert und teils sogar noch länger gebräuchlich blieben. Dennoch änderten sich die Prägebilder immer mehr. Die Kunstfertigkeit der Porträts nahm nach Justinian I. noch weiter ab, und auf den Rückseiten fanden sich fast keine Bezüge auf zeitgeschichtliche Ereignisse mehr, sondern nur noch allgemeine Ruhmesbezeugungen für den Kaiser. Bemerkenswert ist das Hexagram(m), eine um 615 neu eingeführte Silbermünze mit der Legende Deus adiuta Romanis („Gott, hilf den Römern“), die in Zusammenhang mit dem Perserkrieg des Herakleios geschlagen wurde. Dies war zudem die letzte neue lateinische Münzinschrift in Ostrom, wo kurz darauf Griechisch alleinige Verwaltungssprache wurde, womit auch die Tradition der spätrömischen Münzprägung an ihr Ende gelangte. Eine ungewöhnliche Münzform waren später die Scyphaten, schüsselförmig gewölbte Münzen, die seit dem 11. Jahrhundert geprägt wurden.
Die Münzen der islamischen Welt entwickelten sich teils aus oströmisch-byzantinischen, teils aus sasanidischen Vorbildern. Die ältesten dieser Dinare (von lateinisch Denarius) wurden Ende des 7. Jahrhunderts geprägt. Allerdings unterbrach der Einfall der Mongolen im 13. Jahrhundert die vorderasiatische Münztradition. Erst mit dem Aufstieg der Türkei und der Renaissance Persiens wurden in dieser Region wieder Münzen geprägt.

### Ausstrahlung auf das Frühmittelalter
Die germanisch beherrschten Reiche der Völkerwanderungszeit prägten in der Regel bis weit in das 6. Jahrhundert hinein Münzen, die sich entweder am west- oder am oströmischen Vorbild orientierten und lange (zumindest bei Goldprägungen) auch noch das Bild des jeweiligen Kaisers zeigten – als Zeichen für die Anerkennung seiner formalen Oberhoheit. Auf diese Weise beeinflussten die spätrömischen Münzen die Währungen des europäischen Frühmittelalters massiv, zumal Solidi bis ins Hochmittelalter auch im Westen gebräuchlich blieben.

## Liste der römischen Münztypen

### Goldmünzen
- Halbstater (um 215 v. Chr.)
- Stater (um 215 v. Chr.)
- 20 Gold-Asse (zu Ende des 3. Jahrhunderts v. Chr.)
- 40 Gold-Asse (zu Ende des 3. Jahrhunderts v. Chr.)
- 60 Gold-Asse (zu Ende des 3. Jahrhunderts v. Chr.)
- Aureus (um 100 v. Chr. – 324)
- Multipla (um 260 unter Gallienus)
- Quinarius aureus (45 v. Chr. – 324)
- Semissis (um 230 – um 600)
- Solidus (307 – 1453)
- Tremissis (307 – um 500)
- 9 Siliquae oder 1,5 Scripula (383 – um 650)

### Silbermünzen
- Drachme (um 240 v. Chr. – um 215 v. Chr.)
- Didrachme (um 280 v. Chr. – um 215 v. Chr.)
- Halblitra (um 235 v. Chr. – um 230 v. Chr.)
- Litra (um 300 v. Chr. – um 240 v. Chr.)
- Doppellitra (Dilitron) (um 275 v. Chr. – um 240 v. Chr.)
- Quadrigatus (235 v. Chr. – 212 v. Chr.)
- Denar (211 v. Chr. – 6. Jahrhundert)
  - Serratus (um 150 v. Chr. – um 50 v. Chr.)
- Quinarius nummus (211 v. Chr. – um 500?)
- Halbvictoriatus (um 210 v. Chr. – um 100 v. Chr.)
- Victoriatus (um 210 v. Chr. – um 100 v. Chr.)
- Doppelvictoriatus (um 210 v. Chr. – um 100 v. Chr.)
- Antoninian Bicharactus (214 – 294) (274 als Aurelianus?)
- Argenteus (294 – um 320)
- Miliarense (um 320 – um 620)
- Siliqua (um 320 – 7. Jahrhundert)

### Bronze-,Kupfer-undMessingmünzen
- As (um 300 v. Chr. – um 270)
- Dupondius (um 300 v. Chr. – um 280)
- Semis (um 300 v. Chr. – 6. Jahrhundert?)
- Sesterz (um 300 v. Chr. – 293)
- Triens (um 300 v. Chr. – um 80 v. Chr.)
- Quadrans (um 300 v. Chr. – um 200)
- Octans (ein Halbquadrans, angeblich unter Trajan)
- Sextans (um 300 v. Chr. – um 90 v. Chr.)
- Uncia (um 300 v. Chr. – um 100 v. Chr.)
- Semuncia (um 300 v. Chr. – um 200 v. Chr.)
- Quartuncia (um 215 v. Chr.)
- Bes (um 130 v. Chr.)
- Tressis (um 260 v. Chr. – um 210 v. Chr.)
- Quincussis (um 215 v. Chr.)
- Decussis (um 215 v. Chr.)
- Dextans (um 210 v. Chr.)
- Dodrans (um 125 v. Chr.)
- Quincunx (um 250 v. Chr. – um 200 v. Chr.)
- Follis (294 – 346)
- Centenionalis (um 340 – ?)
- Maiorina (346 – 395)

### Medaillons
Als Medaillons bezeichnet die Numismatik römische Spezialprägungen, die als Tribut, Sammlerstück oder Auszeichnung in Form eines Ordens dienten. Genaugenommen handelte es sich um besonders prächtig ausgeschmückte, großformatige Münzen. Medaillons erlebten ihre Hochzeit in der späten Kaiserzeit; aus den Jahren davor sind nur sehr wenige Medaillons erhalten geblieben.